# Torre de Benissahat
La Torre de Benissahat, situada al carrer de la Santíssima Trinitat, 18, en la localitat de la Vall d'Uixó, a la comarca de la Plana Baixa, Castelló, és una torre defensiva declarada, genèricament, com a Bé d'Interès Cultural, amb anotació ministerial R-I-51-0012130, i data d'anotació 30 de maig de 2008.

## Descripció històrica-artística
La torre és l'única cosa que queda de l'antiga alqueria de Benissahat, de la qual es coneixen també la seva necròpoli i un aljub, els quals se situen a la plaça de l'Assumpció, sent l'única torre que està a l'interior de la ciutat.
Amb la invasió musulmana es van establir al voltant del riu Belcaire unes dotze alqueries, independents les unes de les altres, comptant amb cementiri, zona industrial i agrícola pròpies; sis d'elles, situades on està actualment la localitat, eren les alqueries de: Benigasló, Alcudia, Benigafull, Zeneja, Benissahat i Zeneta.
Les altres sis alqueries desaparegueren o van donar origen a altres poblacions com Alfondeguilla. Aquest conjunt de petites poblacions s'organitzaven políticament i jurídicament sota la protecció del Castell a través d'un Hins, on la aljama o representants de les alqueries garantien la seguretat de la vall, depenent del Amán de València, tot això va quedar establert en la Carta Pobla de 1250.
La situació es va mantenir durant la baixa edat mitjana, mentre La Vall va formar part del domini real, al qual va posar fi el rei Alfons el Magnànim l'any 1436, quan va donar al seu germà Enrique diversos llocs i viles entre les quals es trobava La Vall d´Uixó. Aquesta donació es va convertir en senyoriu fins que ja en ple segle xix aquests van ser abolits.
Segons el llibre del Repartiment es diu que la torre de Benissahat era donada l'1 d'octubre de 1248, a Ramón Despedriz i a la seva esposa.
Amb l'expulsió dels moriscs en 1609, es produeix una gran despoblació de la zona. Per aconseguir que tornés població, els ducs van establir en 1612, contractes de repoblació amb gents vingudes del Maestrat de Montesa.
La torre té planta en forma de L, amb planta baixa i dues altures, així com una terrassa inclinada rematada en teula. Per la seva banda, l'interior de la torre estava condicionada com a habitatge particular i l'única cosa que destaca és l'escala de caragol per accedir a les plantes superiors.
En la seva construcció es emprar maçoneria i maó. Destaquen les balconades de la primera planta. En l'última planta hi ha un gran buit obert rematat per un arc.